# Svatební palác v Bytči
Svatební palác v Bytči, slovensky Sobášny palác v Bytči či Svadobný palác v Bytči, je renesanční palác ve městě Bytča na pravém břehu řeky Váh v okrese Bytča v Žilinském kraji na severozápadním Slovensku. Geograficky se nachází v geomorfologickém celku Považské podolie. Budova je památkově chráněná.

## Historie a popis
Svatební palác, který má bohatou sgrafitovou výzdobu, nechal postavit v roce 1601 uherský palatin Juraj VII. Turzo (1567–1616). Palác je tvořen blokovou patrovou budovou na půdorysu obdélníka a má nízkou valbovou střechu. Především byl postaven pro slavnostní rodinné události, zejména pro svatební hostiny Turzových šesti dcer a odtud také získal své jméno. Stavba zámku čistě jen pro tento účel je v celé střední Evropě naprosto ojedinělá. V letech 1647 a 1856 palác vyhořel a byl opraven, ale už nesloužil svému účelu. Unikátní památkově chráněná budova patří mezi nejznámější a nejvýznamnější renesanční stavby na Slovensku. Je dokladem vysoké kulturní úrovně a vysokého společenského postaveni rodiny Turzovců. Palác byl zrekonstruován a uvnitř se nachází expozice věnovaná Juraji Turzovi, který se významně zapsal do politického, kulturního a náboženského života celého Uherska. U paláce je také zahrada.

## Další informace
Palác je přístupný pouze v návštěvních hodinách.

## Galerie

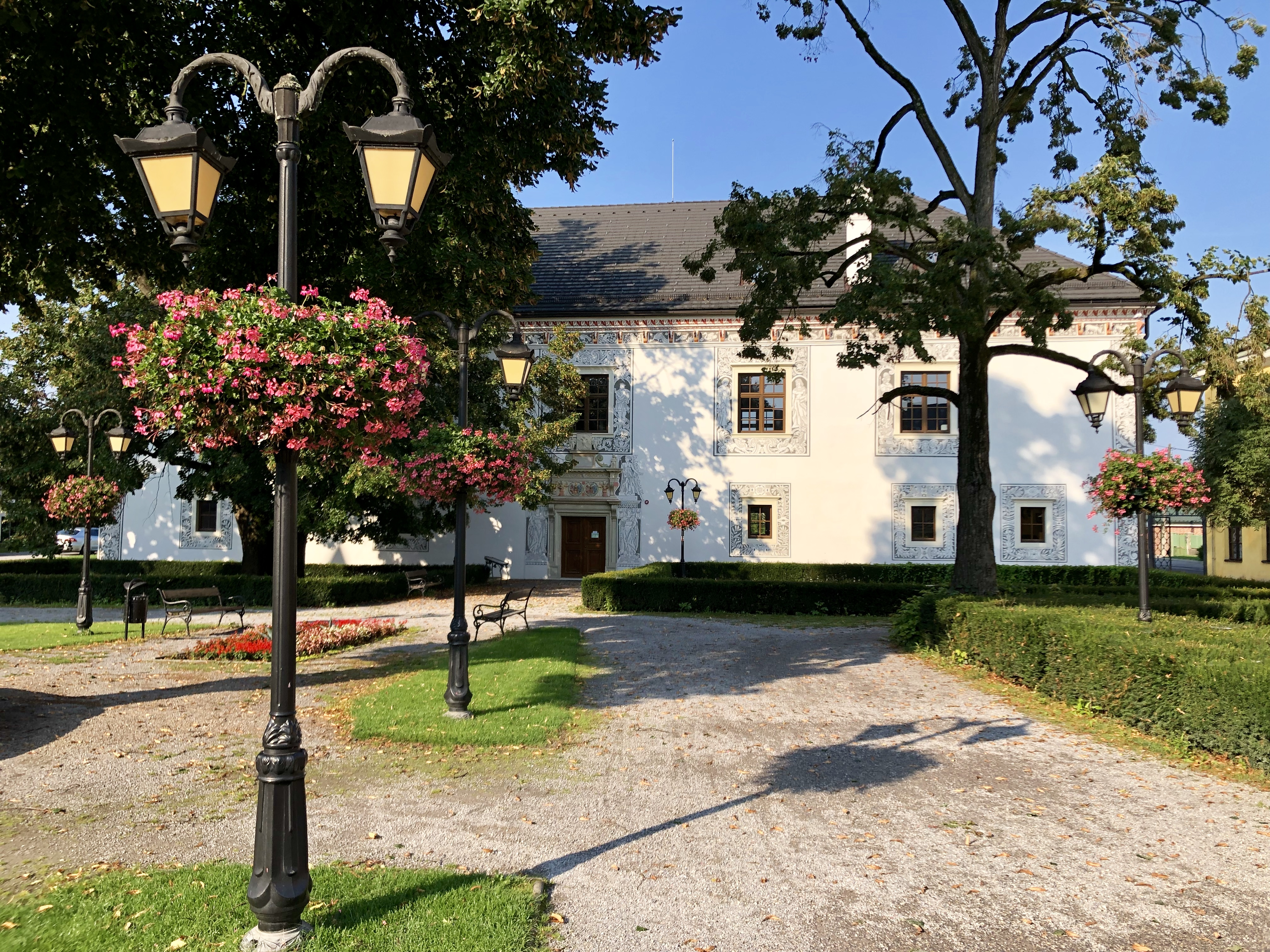
Pohled na budovu z blízkého parku
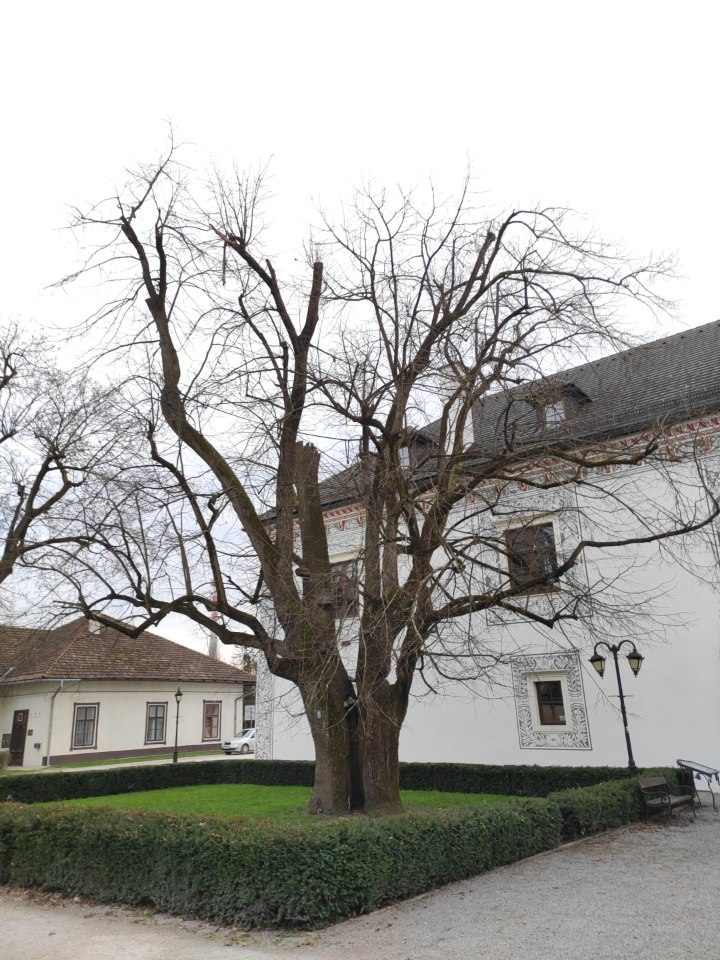
Památná lipa veľkolistá u budovy
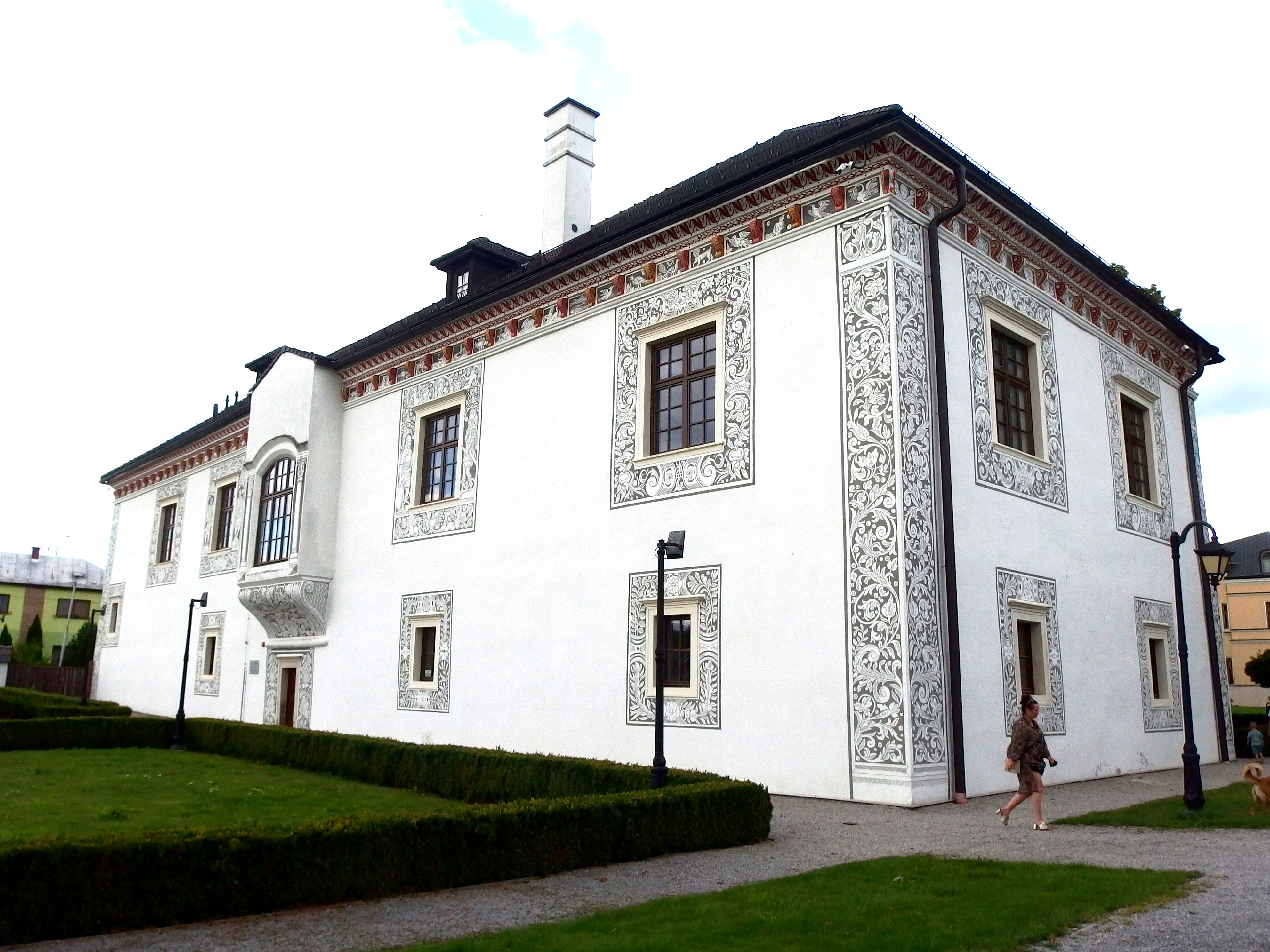
Pohled na budovu od parkoviště
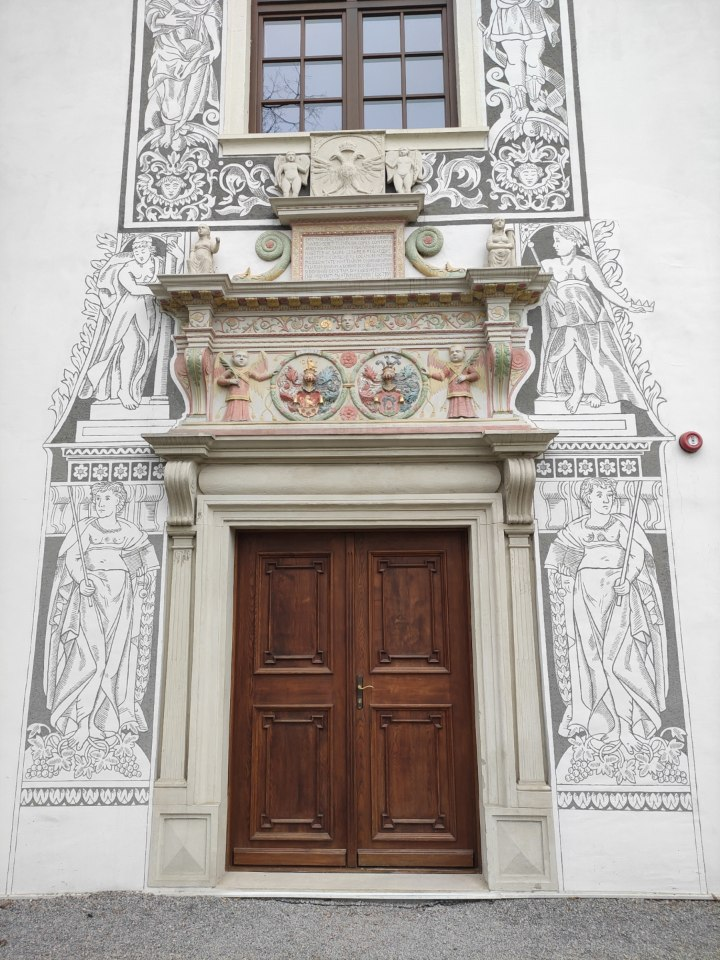
Hlavní vstup
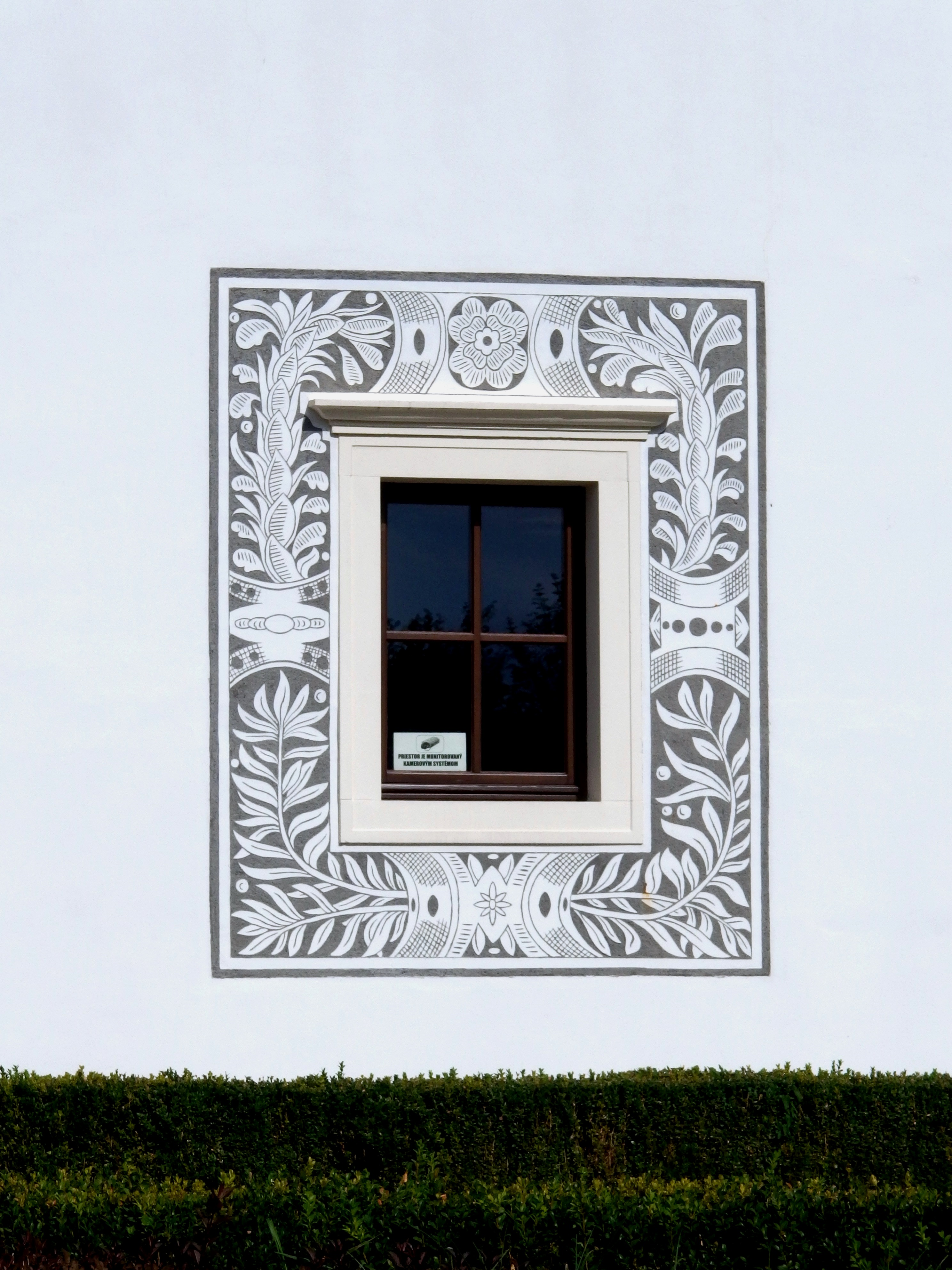
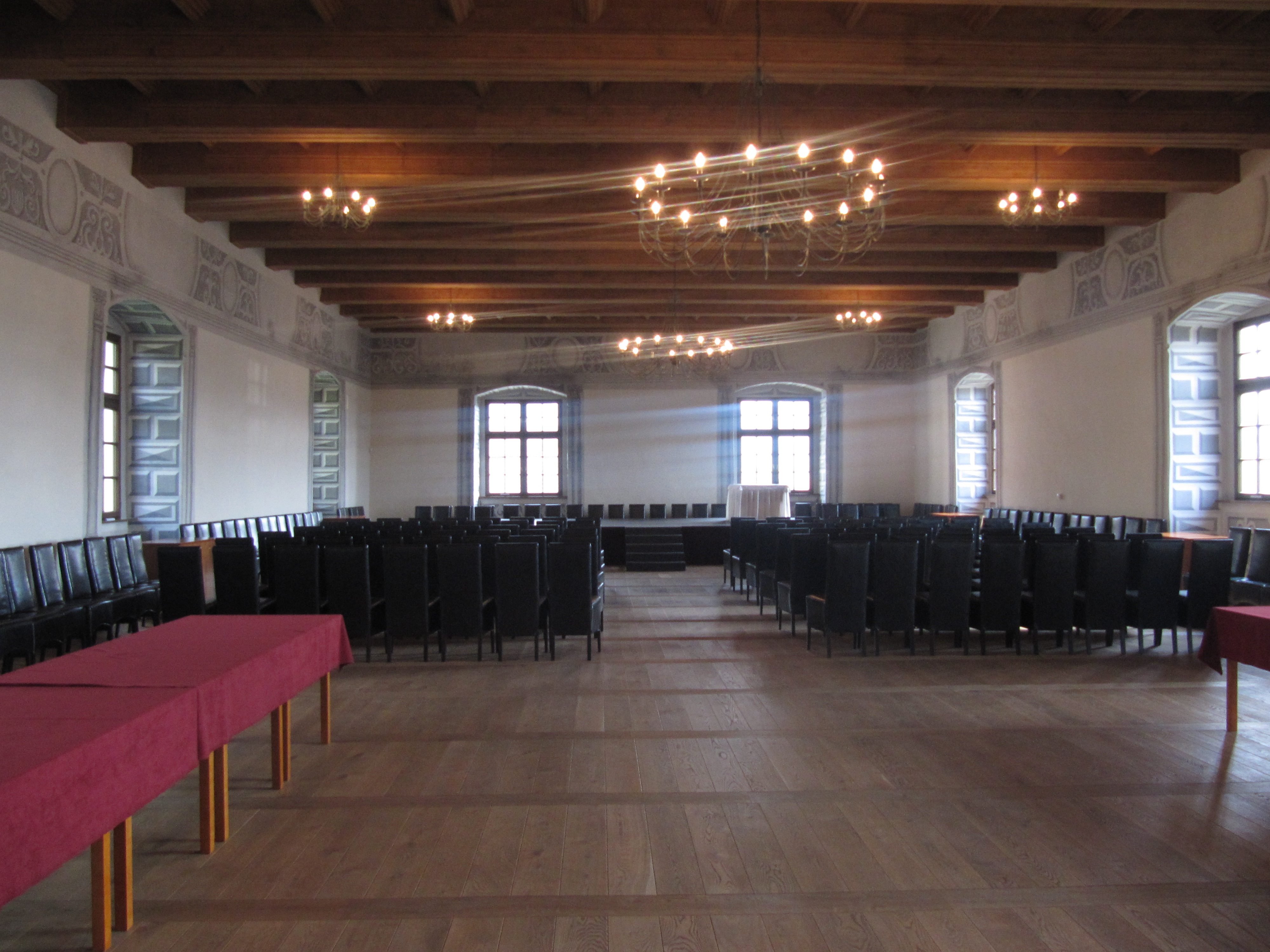
Interiér